# Pierre Lapin (série télévisée d'animation 3D)
Pour les articles homonymes, voir Pierre Lapin (homonymie).
Pierre Lapin (Peter Rabbit) est une série télévisée d'animation britannique créée et réalisée par Karine Ventoura et Claudio Ventoura, coproduit par Brown Bag, et diffusée depuis le 14 décembre 2012 sur CBeebies et aux États-Unis sur Nickelodeon.
En France, elle est diffusée depuis le 30 mars 2013 sur France 5 dans Zouzous. Elle reste inédite dans les autres pays francophones.

## Synopsis
Le dessin animé est en 3D, d'après l'œuvre originale de Beatrix Potter.

## Voix originales
- Connor Fitzgerald
- Jo Wyatt
- Nigel Pilkington
- Roger May
- Gemma Harvey
- Mark Huckerboy
- John White
- Danny Price
- Harriet Perring
- Sophie Aldred
- Dan Chambers
- Laurence Kennedy
- Justin Trefgarn
- Gwenfair Vaughan
- David B. Mitchell

## Voix françaises
- Enzo Ratsito : Pierre Lapin
- Lou Dubernat : Lily
- Guillaume Lebon : Monsieur Tod
- Fily Keita : Flopsaut et Trotsaut
- Pascal Nowak : Ernest Blaireau et Noisette l'écureuil
- Dorian Eude

## Personnages
Ces trois personnages[Lesquels ?] ont été créés par Eoghan Garvey.
- Pierre Lapin : c'est le héros de la série, il porte une veste bleue. Sa phrase fétiche est "un bon lapin n'abandonne jamais !".
- Jeannot Lapin : le cousin de Pierre Lapin, il est assez peureux et porte un bonnet vert.
- Lily Courtequeue : c'est la meilleure amie de Pierre Lapin. Elle est très intelligente, sa phrase fétiche est "et ça, c'est incontestable !". Elle possède une coccinelle, Florence.
- M. Courtequeue : papa de Lily, médecin de la série.
- Queue-de-Coton : c'est la petite sœur de Pierre Lapin.
- Trotsaut et Flopsaut : les sœurs cadettes de Pierre
- Noisette : l'Écureuil, il a beaucoup d'humour. Dans un épisode, on apprendra qu'il a perdu sa queue.
- Sophie Canetang : la canne
- Madame Piquedru : le hérisson
- Jérémy Pêche-à-la-ligne : le Crapaud
- Jean Lapin : le père de Jeannot, c'est un grand travailleur, il a d'ailleurs fabriqué de nombreuses inventions.
- M. Toly : la tortue
- Florence : la coccinelle

Les méchants :
- Monsieur McGregor : le jardinier, il essaie d'attraper les lapins quand ils viennent prendre des radis et des carottes dans son jardin. Il a aussi un chat, qui pourchasse également les lapins.
- Monsieur Tod : le Renard, il vit dans une maison, il tente toujours d'attraper quand il les voit, et, étant très rusé, attire les lapins vers ses pièges.
- Ernest Blaireau : Il est parfois en compagnie de Monsieur Tod, lui aussi cherche à attraper les lapins, il aime aussi les vers de terre.
- Le vieux Brun : le hibou, il vit sur l'île aux hiboux.
- Samuel le moustachu : le rat

## Générique
La chanson du générique anglais est chantée par Chris Madin.

## Épisodes

### Première saison (2012-2013)
1. Le voleur de radis
2. Les deux ennemies
3. Jeannot et les fraises
4. Le renard menteur
5. Le renard avide
6. La cabane dans l'arbre
7. Le chat fâché
8. Le piège de Monsieur Tod
9. Noisette fait la course
10. Les vers glissants (d'Ernest le blaireau)
11. L'Œuf de Sophie Canétang
12. La grande évasion
13. Le trèfle à quatre feuilles
14. Le jardin sans surveillance
15. Un joli pique-nique
16. Les tunnels oubliés
17. Pris au piège dans le noir
18. Le hibou grincheux
19. L'attrape-pomme de Monsieur Jean Lapin
20. Le chat et le rat
21. La fête des mères
22. Le mystérieux voleur de prune
23. Mission Noisettes
24. Le lit cassé
25. Le lapin héroïque
26. Le rocher qui tombe
27. Celui qui a filé
28. La machine volante
29. Le cerf-volant
30. La nouvelle amie de Queue de Coton
31. La carte de Jeannot
32. La coccinelle perdue
33. Le vieux roux
34. Les surprenantes sœurs de Pierre Lapin
35. La cabane détruite
36. On a volé le bois de chauffage
37. Le concours de saute-glaçon
38. Le récital de Jérémy Pêche à la Ligne
39. Le gâteau d'anniversaire de Queue-de-Coton
40. Le piège infernal
41. Le renard volant
42. De vrais amis
43. La citrouille géante
44. On joue à cache-cache lapin
45. Le méchant lapin féroce
46. La plume du vieux Brun
47. L'aventure musicale de Jérémy Pêche à la Ligne
48. Le jouet qui couine
49. Ernest Blaireau un indésirable locataire
50. La tempête s'annonce
51. (Spécial) Le Noël de Pierre Lapin
52. (Spécial) Le printemps arrive
53. La grande Aventure des Écureuils et des Lapins

### Deuxième saison (2014-2016)
1. Madame Canétang est accablée
2. L'écureuil en potée
3. Le hibou effrayeur
4. Le nouveau perchoir du Vieux-Brun
5. Le grondeur des tunnels
6. Le renard peureux
7. L'as du bowling
8. Le grand pillage de patates
9. La mini-terreur
10. Le sauvetage de la cabane dans l'arbre
11. L'oiseau, le renard et les lapins
12. Le hérisson, ce héros
13. Un blaireau qui vole haut
14. Queue-de-Coton en haut d'un arbre
15. Une fête périlleuse
16. La maladresse de Jeannot
17. On a perdu le journal de mon père
18. Un caneton a disparu
19. Des voleurs affamés
20. Les graines de tournesol
21. Une urgence pour le docteur Courte-Queue
22. Enfermés dans la cage
23. Noisette veut être un lapin
24. Un héros inattendu
25. Une maman extraordinaire
26. Les précieux objets de maman
27. Le kart, bolide de Jeannot
28. Fred l'Escargot
29. Le poisson hors de l'eau
30. Il faut sauver la fouine
31. La fête d'anniversaire de Queue-de-Coton
32. Le bidule truc
33. Une luge exceptionnelle
34. Queue-de-Coton a un bobo
35. Ernest Blaireau déménage
36. Une querelle chez les écureuils
37. L'évasion spectaculaire des lapins
38. La chasse au gâteau
39. Le bolide de Jeannot a disparu
40. La nouvelle cachette
41. M. Tolly la tortue
42. Le déménagement des souris
43. Le terrier inondé
44. La nouvelle amie de Moufle
45. Le lait renversé
46. La première jacinthe
47. Le grand sauvetage de la tortue
48. Le roi de la forêt
49. Le hérisson dormeur
50. L'étoile de Noël
51. Pagaille musicale
52. Le journal a disparu
53. L'aventure de Moufle et de Petit Cochon Robinson
54. Une découverte inattendue